# روز بدون سوتین
روز جهانی بدون سوتین یک رویداد سالانه در سراسر جهان است که در آن زنانی که مایلند در این رویداد شرکت کنند سینه‌بند نمی‌پوشند و هدف از این رویداد افزایش آگاهی نسبت به سرطان پستان است. این روز ۱۳ اکتبر است.
این رویداد دو هدف عمده را دنبال می‌کند. آگاهی‌بخشی نسبت به شیوع سرطان پستان در جامعه و همچنین دریافت کمک برای ادامهٔ تحقیقات در این‌باره.
با این حال شبهه‌هایی در مورد ماهیت این کمپین ابراز شده‌است و این پیشنهاد را استثمار دانسته‌اند. برخی منتقدان نیز این رویداد را «صرفاً جنسی» توصیف کرده‌اند.